# 2022 QX4
2022 QX4とは、ツングースカ大爆発の隕石程度の大きさを持つ小惑星で、その直径は約40メートル (130 ft)のアテン群に属する地球近傍天体として分類されている。2022年8月24日に小惑星地球衝突最終警報システムによって発見され、そのとき地球から0.03天文単位 (4.5×106 km)離れた距離に存在した。2022年9月4日、8日間の観測弧により2068年9月4日00:52（UTC）にトリノスケール1で地球に衝突する可能性が109分の1であるとしてリストされた。名目上の接近は2068年8月28日に発生すると予想される。
2022年における地球への最接近は、2022年8月29日に約180万キロメートル離れた距離で発生した。17日間の短い観測弧は、2022 QX4が1977年9月初旬に地球から5400キロメートル近くを通過した可能性があることを示している。